# 아시아 태평양 스크린 어워즈
아시아 태평양 스크린 어워즈(Asia Pacific Screen Awards)는 2007년에 시작한 아시아 태평양 지역 영화상이다.
70여 개국의 뛰어난 영화들을 전세계에 소개하기 위해 오스트레일리아 퀸즐랜드주가 국제 영화 제작자 연맹(FIAPF), 유네스코와 협력하여 개최한다.
매년 11월 오스트레일리아 브리즈번에서 열린다.

## 역사
2007년 오스트레일리아 퀸즐랜드주 정부가 유네스코, 국제 영화 제작자 연맹(FIAPF), CNN 인터내셔널과 협력하여 시상식을 제정했다.
아시아 태평양 지역의 영화 제작자들을 지원하기 위해 MPA APSA Acedemy Film Fund를 설립했으며, 이를 통해 전세계에 상찬을 받은 영화로는 아시가르 파르하디 감독의 씨민과 나데르의 별거, 이창동 감독의 버닝 등이 있다.
2016년부터 아시아영화진흥기구(NETPAC) 및 그리피스 영화학교(GFS)와 협력하여 신흥 인재를 양성하기 위해 영 시네마 상(Young Cinema Award)을 수여하기 시작했다.
2019년부터는 시상식 전후에 아시아 태평양 스크린 포럼을 개최하여 세계 각 국의 영화인들이 참여한다.

## 시상 부문
시상 부문은 다음과 같다.
- 최우수작품상
- 최우수다큐멘터리상
- 최우수애니메이션상
- 최우수청소년영화상 - 2014년부터 시상한다.
- 심사위원대상
- 감독상
- 남우주연상
- 여우주연상
- 각본상
- 촬영상
- 유네스코 상 - 유네스코가 후원하며, 문화다양성 증진과 보존에 공헌이 뛰어난 영화를 대상으로 한다.
- 국제영화제작자연맹 상 – 국제 영화 제작자 연맹(FIAPF)이 후원하며, 아시아 태평양 지역에 탁월한 헌신을 보여준 영화 제작자에게 수여한다.
- 영 시네마 상 - 아시아영화진흥기구(NETPAC)와 그리피스 영화학교(GFS)가 협력하여, 데뷔작이나 두번째 장편 영화의 감독에게 수여한다. 2016년부터 시상한다.

- 최우수어린이작품상 (2007년~2013년)
- NETPAC 개발 상 (2009년~2015년)
- 예술 공헌상 (2017년)
- 음악상 (2018년)

## 주요 수상 목록
| 연도 | 작품상                   | 감독상                                               | 남우주연상                                  | 여우주연상                         | 심사위원대상                                                                           |
| ---- | ------------------------ | ---------------------------------------------------- | ------------------------------------------- | ---------------------------------- | -------------------------------------------------------------------------------------- |
| 2007 | 《밀양》                 | 모흐센 압돌바함, 라흐샨 바니 에테마드 《정맥주사》   | 에르칸 칸 《타크바》                        | 전도연 《밀양》                    | 키우마르스 푸라흐마드 《야간 버스》                                                    |
| 2008 | 《툴판》                 | 누리 빌게 제일란 《쓰리 몽키스》                     | 레자 나지 《참새들의 합창》                 | 히암 아바스 《레몬 트리》          | 차이샹준 《빨간 콥바인》 프리야스 굽타 《더 프리즈너》                                 |
| 2009 | 《삼손과 데릴라》        | 루추안 《난징! 난징!》                               | 모토키 마사히로 《굿' 바이: Good & Bye》    | 김혜자 《마더》                    | 엘리아 술레이만 《팔레스타인》 아시가르 파르하디 《어바웃 엘리》                       |
| 2010 | 《대지진》               | 이창동 《시》                                        | 천다오밍 《대지진》                         | 윤정희 《시》                      | 사무엘 마오즈 《레바논》 테라지마 시노부 《캐터필러》                                  |
| 2011 | 《씨민과 나데르의 별거》 | 누리 빌게 제일란 《원스 어폰 어 타임 인 아나톨리아》 | 왕바오창 《나무선생》                       | 나데즈다 마르키나 《엘레나》       | 제이넵 오브바투르 아타칸 《원스 어폰 어 타임 인 아나톨리아》                           |
| 2012 | 《비욘드 더 힐》         | 브릴란테 멘도사 《자궁》                             | 최민식 《범죄와의 전쟁: 나쁜놈들 전성시대》 | 노라 아노르 《자궁》               | 아누락 카시압 《와시푸르의 갱들》 조민수 《피에타》                                    |
| 2013 | 《오마르》               | 안소니 첸 《일로 일로》                              | 이병헌 《광해, 왕이 된 남자》               | 장쯔이 《일대종사》                | 《텔레비전》 리테쉬 바트라 《런치박스》                                                |
| 2014 | 《리바이어던》           | 누리 빌게 제일란 《윈터 슬립》                       | 클리프 커티스 《더 다크 홀스》              | 려중 《틈입자》                    | 안나이, 리링, 크리스티나 라슨, 왕용 《추나》 라흐샨 바니 에테마드 《테헤란의 낮과 밤》 |
| 2015 | 《찬란함의 무덤》        | 알렉세이 게르만 주니어 《전자 구름 아래에서》        | 정재영 《지금은맞고그때는틀리다》           | 키키 키린 《앙: 단팥 인생 이야기》 | 박정범 《산다》 예민 엘퍼 《더 테러리스트》                                            |
| 2016 | 《콜드 오브 카란다르》   | 펑샤오강 《아부시반금련》                            | 마노즈 바즈빠이 《알리가르》                | 하스미 킬립 《오디너리 피플》      | 윤여정 《죽여주는 여자》 마크 리 핑빙 《장강도》                                       |
| 2017 | 《스위트 컨트리》        | 안드레이 즈뱌긴체프 《러브리스》                     | 라지쿠마르 야다브 《뉴턴》                  | 나토 무르바니즈 《스캐어리 마더》  | 알렉산드르 야첸코 《어리드미아》 아나 우루샤제 《스캐어리 마더》                       |
| 2018 | 《어느 가족》            | 나딘 라바키 《가버나움》                             | 나와주딘 시디퀴 《만토》                    | 자오타오 《애쉬》                  | 이창동, 이준동 《버닝》                                                                |
| 2019 | 《기생충》               | 아딜칸 에르자노프 《다크-다크 맨》                   | 마노즈 바즈빠이 《본슬레》                  | 맥스 아이겐만 《판결》             | 엘리아 술레이만                                                                        |

## 역대 수상 목록

### 2000년대
- 일시 : 2007년 11월 13일

| 부문                 | 국가           | 수상자                                            | 작품                                              |
| -------------------- | -------------- | ------------------------------------------------- | ------------------------------------------------- |
| 최우수작품상         | 한국           |                                                   | 《밀양》                                          |
| 최우수다큐멘터리상   | 레바논         |                                                   | 《베이루트 다이어리: 진실, 거짓말 그리고 비디오》 |
| 최우수애니메이션상   | 일본           |                                                   | 《초속 5센티미터》                                |
| 최우수어린이작품상   | 인도네시아     |                                                   | 《데니아스, 싱잉 온 더 클라우드》                 |
| 심사위원대상         | 이란           | 키우마르스 푸라흐마드                             | 《야간 버스》                                     |
| 감독상               | 이란           | 모흐센 압돌바함 라흐샨 바니 에테마드              | 《정맥주사》                                      |
| 남우주연상           | 튀르키예       | 에르칸 칸                                         | 《타크바》                                        |
| 여우주연상           | 한국           | 전도연                                            | 《밀양》                                          |
| 각본상               | 인도           | 페로즈 칸                                         | 《간디, 나의 아버지》                             |
| 촬영상               | 이란           | 후만 베흐마네쉬                                   | 《눈밭 속의 세 사람》                             |
| 유네스코상           | 이스라엘       | 에란 콜리린 에후드 블레이버그 에일론 라츠코프스키 | 《밴드 비지트 - 어느 악단의 조용한 방문》         |
| 국제영화제작자연맹상 | 오스트레일리아 | 조지 밀러                                         |                                                   |

- 일시 : 2008년 11월 11일

| 부문                 | 국가           | 수상자                    | 작품                            |
| -------------------- | -------------- | ------------------------- | ------------------------------- |
| 최우수작품상         | 카자흐스탄     |                           | 《툴판》                        |
| 최우수다큐멘터리상   | 한국           |                           | 《끝나지 않은 전쟁》            |
| 최우수애니메이션상   | 이스라엘       |                           | 《바시르와 왈츠를》             |
| 최우수어린이작품상   | 오스트레일리아 |                           | 《블랙 벌룬》                   |
| 심사위원대상         | 중국           | 차이샹준                  | 《빨간 콤바인》                 |
| 심사위원대상         | 인도           | 프리야스 굽타             | 《더 프리즈너》                 |
| 감독상               | 튀르키예       | 누리 빌게 제일란          | 《쓰리 몽키스》                 |
| 남우주연상           | 이란           | 레자 나지                 | 《참새들의 합창》               |
| 여우주연상           | 이스라엘       | 히암 아바스               | 《레몬 트리》                   |
| 각본상               | 이스라엘       | 에란 리클리스 수하 아라프 | 《레몬 트리》                   |
| 촬영상               | 한국           | 이모개                    | 《좋은 놈, 나쁜 놈, 이상한 놈》 |
| 유네스코상           | 이란           | 마흐디 모니리             | 《티나르》                      |
| 국제영화제작자연맹상 | 인도           | 야시 초프라               |                                 |

- 일시 : 2009년 11월 26일

| 부문                                 | 국가           | 수상자                                    | 작품                         |
| ------------------------------------ | -------------- | ----------------------------------------- | ---------------------------- |
| 최우수작품상                         | 오스트레일리아 |                                           | 《삼손과 데릴라》            |
| 최우수다큐멘터리상                   | 이스라엘       |                                           | 《반유대주의에 대한 보고서》 |
| 최우수애니메이션상                   | 오스트레일리아 |                                           | 《메리와 맥스》              |
| 최우수어린이작품상                   | 한국           |                                           | 《여행자》                   |
| 심사위원대상                         | 팔레스타인     | 엘리아 술레이만                           | 《팔레스타인》               |
| 심사위원대상                         | 이란           | 아시가르 파르하디                         | 《어바웃 엘리》              |
| 감독상                               | 중국           | 루추안                                    | 《난징! 난징!》              |
| 남우주연상                           | 일본           | 모토키 마사히로                           | 《굿' 바이: Good & Bye》     |
| 여우주연상                           | 한국           | 김혜자                                    | 《마더》                     |
| 각본상                               | 이란           | 아시가르 파르하디                         | 《어바웃 엘리》              |
| 각본상                               | 일본           | 코야마 쿤도                               | 《굿' 바이: Good & Bye》     |
| 촬영상                               | 중국           | 차오위                                    | 《난징! 난징!》              |
| 유네스코상                           | 태국           |                                           | 《유토피아》                 |
| 국제영화제작자연맹상                 | 일본           | 이사오 마츠오카                           |                              |
| NETPAC개발상                         | 한국           | 백승빈                                    | 《장례식의 멤버》            |
| 최우수다큐멘터리상 - 하이 코멘데이션 | 오스트레일리아 |                                           | 《간디의 아이들》            |
| 최우수어린이작품상 - 하이 코멘데이션 | 인도           |                                           | 《타한 - 수류탄을 쥔 소년》  |
| 남우주연상 - 하이 코멘데이션         | 한국           | 양익준                                    | 《똥파리》                   |
| 촬영상 - 하이 코멘데이션             | 러시아         | 알리세르 하미드호드사에브 막심 드로즈도브 | 《페이퍼 솔져》              |

### 2010년대
- 일시 : 2010년 12월 2일

| 부문                 | 국가       | 수상자          | 작품                 |
| -------------------- | ---------- | --------------- | -------------------- |
| 최우수작품상         | 중국       |                 | 《대지진》           |
| 최우수다큐멘터리상   | 중국       |                 | 《집으로 가는 기차》 |
| 최우수애니메이션상   | 중국       |                 | 《나를 찔러 봐》     |
| 최우수어린이작품상   | 이란       |                 | 《디 아더》          |
| 심사위원대상         | 이스라엘   | 사무엘 마오즈   | 《레바논》           |
| 심사위원대상         | 일본       | 테라지마 시노부 | 《캐터필러》         |
| 감독상               | 한국       | 이창동          | 《시》               |
| 남우주연상           | 중국       | 천다오밍        | 《대지진》           |
| 여우주연상           | 한국       | 윤정희          | 《시》               |
| 각본상               | 이스라엘   | 사무엘 마오즈   | 《레바논》           |
| 촬영상               | 인도       | 수드히르 팔사네 | 《우물》             |
| 유네스코상           | 튀르키예   |                 | 《허니》             |
| 국제영화제작자연맹상 | 인도네시아 | 크리스틴 하킴   |                      |
| NETPAC개발상         | 한국       | 박찬옥          | 《파주》             |

- 일시 : 2011년 11월 24일

| 부문                                 | 국가           | 수상자                            | 작품                                |
| ------------------------------------ | -------------- | --------------------------------- | ----------------------------------- |
| 최우수작품상                         | 이란           |                                   | 《씨민과 나데르의 별거》            |
| 최우수다큐멘터리상                   | 일본           |                                   | 《아이 워즈 워스 피프티 쉽》        |
| 최우수애니메이션상                   | 한국           |                                   | 《마당을 나온 암탉》                |
| 최우수어린이작품상                   | 아제르바이잔   |                                   | 《부타》                            |
| 심사위원대상                         | 튀르키예       | 제이넵 오브바투르 아타칸          | 《원스 어폰 어 타임 인 아나톨리아》 |
| 감독상                               | 튀르키예       | 누리 빌게 제일란                  | 《원스 어폰 어 타임 인 아나톨리아》 |
| 남우주연상                           | 중국           | 왕바오창                          | 《나무선생》                        |
| 여우주연상                           | 러시아         | 나데즈다 마르키나                 | 《엘레나》                          |
| 각본상                               | 러시아         | 데니스 오소킨                     | 《조용한 영혼들》                   |
| 촬영상                               | 튀르키예       | 괴칸 티리아키                     | 《원스 어폰 어 타임 인 아나톨리아》 |
| 유네스코상                           | 오스트레일리아 |                                   | 《투멜라》                          |
| 국제영화제작자연맹상                 | 중국           | 장이머우                          |                                     |
| NETPAC개발상                         | 필리핀         | 셰론 R. 다욕                      | 《바다로 가는 길》                  |
| 최우수다큐멘터리상 - 하이 코멘데이션 | 인도           |                                   | 《핑크 사리스》                     |
| 최우수어린이작품상 - 하이 코멘데이션 | 이란           |                                   | 《윈드 앤 포그》                    |
| 심사위원대상 - 하이 코멘데이션       | 이집트         | 나헤드 엘 세바이 부샤르 넬리 카림 | 《카이로 678》                      |
| 감독상 - 하이 코멘데이션             | 러시아         | 안드레이 즈뱌긴체프               | 《엘레나》                          |
| 각본상 - 하이 코멘데이션             | 한국           | 윤성현                            | 《파수꾼》                          |

- 일시 : 2012년 11월 23일

| 부문                                 | 국가       | 수상자                         | 작품                                           |
| ------------------------------------ | ---------- | ------------------------------ | ---------------------------------------------- |
| 최우수작품상                         | 튀르키예   |                                | 《비욘드 더 힐》                               |
| 최우수다큐멘터리상                   | 이라크     |                                | 《엄마 품에서》                                |
| 최우수애니메이션상                   | 일본       |                                | 《모모와 다락방의 수상한 요괴들》              |
| 최우수어린이작품상                   | 인도네시아 |                                | 《거울은 거짓말 하지 않는다》                  |
| 심사위원대상                         | 인도       | 아누락 카시압                  | 《와시푸르의 갱들》                            |
| 심사위원대상                         | 한국       | 조민수                         | 《피에타》                                     |
| 감독상                               | 필리핀     | 브릴란테 멘도사                | 《자궁》                                       |
| 남우주연상                           | 한국       | 최민식                         | 《범죄와의 전쟁: 나쁜놈들 전성시대》           |
| 여우주연상                           | 필리핀     | 노라 아노르                    | 《자궁》                                       |
| 각본상                               | 튀르키예   | 레이스 셀릭                    | 《침묵의 밤》                                  |
| 촬영상                               | 이란       | 투라즈 아슬라니                | 《코뿔소의 계절》                              |
| 유네스코상                           | 대만       | 웨이더솅 오우삼 장예가 지미 황 | 《사이더커 바라이》                            |
| 국제영화제작자연맹상                 | 일본       | 사카모토 류이치                |                                                |
| NETPAC개발상                         | 필리핀     | 마를론 리베라                  | 《하수조에 빠진 여배우》                       |
| 최우수작품상 - 하이 코멘데이션       | 한국       |                                | 《범죄와의 전쟁: 나쁜놈들 전성시대》           |
| 최우수다큐멘터리상 - 하이 코멘데이션 | 한국       |                                | 《달팽이의 별》                                |
| 심사위원대상 - 하이 코멘데이션       | 이스라엘   | 조지프 세더                    | 《꼬장꼬장 슈콜닉 교수의 남모를 비밀》         |
| 감독상 - 하이 코멘데이션             | 중국       | 청얼                           | 《변경풍운》                                   |
| 남우주연상 - 하이 코멘데이션         | 이스라엘   | 라이어 애쉬케나지              | 《꼬장꼬장 슈콜닉 교수의 남모를 비밀》         |
| 여우주연상 - 하이 코멘데이션         | 러시아     | 다리야 예카마소바              | 《원스 어폰 어 타임 데어 리브드 어 심플 우먼》 |

- 일시 : 2013년 12월 12일

| 부문                 | 국가       | 수상자            | 작품                      |
| -------------------- | ---------- | ----------------- | ------------------------- |
| 최우수작품상         | 팔레스타인 |                   | 《오마르》                |
| 최우수다큐멘터리상   | 인도네시아 |                   | 《액트 오브 킬링》        |
| 최우수애니메이션상   | 러시아     |                   | 《쿠! 킨-자-자》          |
| 최우수어린이작품상   | 한국       |                   | 《범죄소년》              |
| 심사위원대상         | 방글라데시 |                   | 《텔레비전》              |
| 심사위원대상         | 인도       | 리테쉬 바트라     | 《런치박스》              |
| 감독상               | 싱가포르   | 안소니 첸         | 《일로 일로》             |
| 남우주연상           | 한국       | 이병헌            | 《광해, 왕이 된 남자》    |
| 여우주연상           | 홍콩       | 장쯔이            | 《일대종사》              |
| 각본상               | 인도       | 리테쉬 바트라     | 《런치박스》              |
| 촬영상               | 중국       | 뤼웨              | 《일구사이》              |
| 유네스코상           | 이란       | 마누페르 모하마디 | 《페인팅 풀》             |
| 국제영화제작자연맹상 | 한국       | 이춘연            |                           |
| NETPAC개발상         | 카자흐스탄 | 아딜칸 에르자노프 | 《집짓기》                |
| 감독상 - 특별언급    | 카자흐스탄 | 에미르 바이가진   | 《하모니 레슨스》         |
| 감독상 - 특별언급    | 이라크     | 이네 살림         | 《나의 달콤한 페퍼 랜드》 |

- 일시 : 2014년 12월 11일

| 부문                  | 국가           | 수상자                           | 작품                   |
| --------------------- | -------------- | -------------------------------- | ---------------------- |
| 최우수작품상          | 러시아         |                                  | 《리바이어던》         |
| 최우수다큐멘터리상    | 이라크         |                                  | 《천 한 개의 사과》    |
| 최우수애니메이션상    | 일본           |                                  | 《가구야 공주 이야기》 |
| 최우수청소년작품상    | 튀르키예       |                                  | 《시바스》             |
| 심사위원대상          | 중국           | 안나이 리링 크리스티나 라슨 왕용 | 《추나》               |
| 심사위원대상          | 이란           | 라흐샨 바니 에테마드             | 《테헤란의 낮과 밤》   |
| 감독상                | 튀르키예       | 누리 빌게 제일란                 | 《윈터 슬립》          |
| 남우주연상            | 뉴질랜드       | 클리프 커티스                    | 《더 다크 홀스》       |
| 여우주연상            | 중국           | 려중                             | 《틈입자》             |
| 각본상                | 이란           | 니마 자비디                      | 《멜버른》             |
| 촬영상                | 중국           | 동진송                           | 《백일염화》           |
| 유네스코상            | 이라크         |                                  | 《돌에 새긴 기억》     |
| 국제영화제작자연맹상  | 오스트레일리아 | 에밀리 셔면                      |                        |
| NETPAC개발상          | 이란           | 레자 도르미시안                  | 《아임 낫 앵그리!》    |
| 남우주연상 - 특별언급 | 오스트레일리아 | 데이비드 걸필리                  | 《찰리의 나라》        |
| 여우주연상 - 특별언급 | 이란           | 메릴라 자레이                    | 《트랙 143》           |

- 일시 : 2015년 11월 26일

| 부문                  | 국가           | 수상자                 | 작품                         |
| --------------------- | -------------- | ---------------------- | ---------------------------- |
| 최우수작품상          | 태국           |                        | 《찬란함의 무덤》            |
| 최우수다큐멘터리상    | 중국           |                        | 《다퉁(大同) 개발 프로젝트》 |
| 최우수애니메이션상    | 일본           |                        | 《백일홍: 미스 호쿠사이》    |
| 최우수청소년작품상    | 중국           |                        | 《리버》                     |
| 심사위원대상          | 한국           | 박정범                 | 《산다》                     |
| 심사위원대상          | 튀르키예       | 예민 엘퍼              | 《더 테러리스트》            |
| 감독상                | 러시아         | 알렉세이 게르만 주니어 | 《전자 구름 아래에서》       |
| 남우주연상            | 한국           | 정재영                 | 《지금은맞고그때는틀리다》   |
| 여우주연상            | 일본           | 키키 키린              | 《앙: 단팥 인생 이야기》     |
| 각본상                | 튀르키예       | 세넴 투젠              | 《마더랜드》                 |
| 촬영상                | 대만           | 마크 리 핑빙           | 《자객 섭은낭》              |
| 유네스코상            | 팔레스타인     |                        | 《노래로 쏘아올린 기적》     |
| 국제영화제작자연맹상  | 이집트         | 에사드 유니스          |                              |
| NETPAC개발상          | 키르기스스탄   | 미를란 압디칼리코프    | 《천상의 유목민》            |
| 여우주연상 - 특별언급 | 이란           | 파테메 모타메드아리아  | 《폭설》                     |
| 촬영상 - 특별언급     | 중국           | 류송예                 | 《타를로》                   |
| 유네스코상 - 특별언급 | 오스트레일리아 |                        | 《스피어》                   |

- 일시 : 2016년 11월 24일

| 부문                    | 국가     | 수상자                                          | 작품                   |
| ----------------------- | -------- | ----------------------------------------------- | ---------------------- |
| 최우수작품상            | 튀르키예 |                                                 | 《콜드 오브 카란다르》 |
| 최우수다큐멘터리상      | 이란     |                                                 | 《스타리스 드림스》    |
| 최우수애니메이션상      | 한국     |                                                 | 《서울역》             |
| 최우수청소년작품상      | 한국     |                                                 | 《우리들》             |
| 심사위원대상            | 한국     | 윤여정                                          | 《죽여주는 여자》      |
| 심사위원대상            | 대만     | 마크 리 핑빙                                    | 《장강도》             |
| 감독상                  | 중국     | 펑샤오강                                        | 《아부시반금련》       |
| 남우주연상              | 인도     | 마노즈 바즈빠이                                 | 《알리가르》           |
| 여우주연상              | 필리핀   | 하스민 킬립                                     | 《오디너리 피플》      |
| 각본상                  | 일본     | 하마구치 류스케 노하라 타다시 타카하시 토모유키 | 《해피 아워》          |
| 촬영상                  | 튀르키예 | 제바히르 샤힌 퀴르사트 위레신                   | 《콜드 오브 카란다르》 |
| 유네스코상              | 이라크   |                                                 | 《검은 바람》          |
| 국제영화제작자연맹상    | 이란     | 마누페르 모하마디                               |                        |
| 영시네마상              | 튀르키예 | 무스타파 카라                                   | 《콜드 오브 카란다르》 |
| 심사위원대상 - 특별언급 | 인도     | 써니 파와르                                     | 《라이언》             |
| 남우주연상 - 특별언급   | 인도     | 나와주딘 시디퀴                                 | 《싸이코 라만》        |
| 영시네마상 - 특별언급   | 중국     | 비간                                            | 《카일리 블루스》      |

- 일시 : 2017년 11월 23일

| 부문                          | 국가           | 수상자                      | 작품                           |
| ----------------------------- | -------------- | --------------------------- | ------------------------------ |
| 최우수작품상                  | 오스트레일리아 |                             | 《스위트 컨트리》              |
| 최우수다큐멘터리상            | 시리아         |                             | 《알레포의 마지막 사람들》     |
| 최우수애니메이션상            | 캐나다         |                             | 《윈도 호스》                  |
| 최우수청소년작품상            | 인도네시아     |                             | 《보이는 것과 보이지 않는 것》 |
| 심사위원대상                  | 러시아         | 알렉산드르 야첸코           | 《어리드미아》                 |
| 심사위원대상                  | 조지아         | 아나 우루샤제               | 《스캐어리 마더》              |
| 감독상                        | 러시아         | 안드레이 즈뱌긴체프         | 《러브리스》                   |
| 남우주연상                    | 인도           | 라지쿠마르 야다브           | 《뉴턴》                       |
| 여우주연상                    | 조지아         | 나토 무르바니즈             | 《스캐어리 마더》              |
| 각본상                        | 인도           | 마얀크 테와리 아미트 마서카 | 《뉴턴》                       |
| 촬영상                        | 러시아         | 팀 로포브 표트르 투콥스코이 | 《밑 빠진 가방》               |
| 유네스코상                    | 조지아         |                             | 《데데》                       |
| 국제영화제작자연맹상          | 필리핀         | 비앙카 발부에나             |                                |
| 영시네마상                    | 아제르바이잔   | 이가르 나자프               | 《폼메그래네이트 오처드》      |
| 최우수다큐멘터리상 - 특별언급 | 뉴질랜드       |                             | 《킴 닷컴: 코트 인 더 웹》     |
| 남우주연상 - 특별언급         | 이란           | 나비드 모하마드자데         | 《신원불상》                   |
| 유네스코상 - 특별언급         | 인도           |                             | 《호숫가 사람들》              |
| 예술공헌상                    | 이란           |                             | 《24 프레임》                  |

- 일시 : 2018년 11월 29일

| 부문                 | 국가           | 수상자                            | 작품                           |
| -------------------- | -------------- | --------------------------------- | ------------------------------ |
| 최우수작품상         | 일본           |                                   | 《어느 가족》                  |
| 최우수다큐멘터리상   | 오스트레일리아 |                                   | 《구루물》                     |
| 최우수애니메이션상   | 러시아         |                                   | 《레조》                       |
| 최우수청소년작품상   | 튀르키예       |                                   | 《더 피전》                    |
| 심사위원대상         | 한국           | 이창동 이준동                     | 《버닝》                       |
| 감독상               | 레바논         | 나딘 라바키                       | 《가버나움》                   |
| 남우주연상           | 인도           | 나와주딘 시디퀴                   | 《만토》                       |
| 여우주연상           | 중국           | 자오타오                          | 《애쉬》                       |
| 각본상               | 이스라엘       | 댄 클레인만 사메 조아비           | 《포화 속의 텔아비브》         |
| 촬영상               | 일본           | 우라타 히데호                     | 《환토: 상상의 땅》            |
| 음악상               | 아이슬란드     | 힐뒤르 그뷔드나도티르 요한 요한손 | 《막달라 마리아: 부활의 증인》 |
| 유네스코상           | 인도네시아     |                                   | 《내 몸의 기억들》             |
| 국제영화제작자연맹상 | 인도           | 난디타 다스                       |                                |
| 영시네마상           | 싱가포르       | 여 시우 후아                      | 《환토: 상상의 땅》            |
| 감독상 - 특별언급    | 인도           | 이반 아이르                       | 《소니》                       |

- 일시 : 2019년 11월 21일

| 부문                 | 국가           | 수상자                              | 작품                         |
| -------------------- | -------------- | ----------------------------------- | ---------------------------- |
| 최우수작품상         | 한국           |                                     | 《기생충》                   |
| 최우수다큐멘터리상   | 이스라엘       |                                     | 《애드버킷》                 |
| 최우수애니메이션상   | 일본           |                                     | 《날씨의 아이》              |
| 최우수청소년작품상   | 오스트레일리아 |                                     | 《부력》                     |
| 심사위원대상         | 팔레스타인     | 엘리아 술레이만                     |                              |
| 감독상               | 카자흐스탄     | 아딜칸 에르자노프                   | 《다크-다크 맨》             |
| 남우주연상           | 인도           | 마노즈 바즈빠이                     | 《본슬레》                   |
| 여우주연상           | 필리핀         | 맥스 아이겐만                       | 《판결》                     |
| 각본상               | 러시아         | 칸테미르 발라고프 알렉산더 테레코프 | 《빈폴》                     |
| 촬영상               | 러시아         | 크세니아 세레다                     | 《빈폴》                     |
| 유네스코상           | 아프가니스탄   |                                     | 《로나, 아짐의 어머니》      |
| 국제영화제작자연맹상 | 이스라엘       | 카트리엘 쇼리                       |                              |
| 영시네마상           | 인도           | 리담 잔베                           | 《금을 실은 양과 신성한 산》 |

### 2020년대
- 일시 : 2020년 11월 26일

COVID-19의 영향으로 정기 시상식을 취소하고, 소규모의 행사를 개최해 국제영화제작자연맹상과 영시네마상을 시상했다.
| 부문                  | 국가           | 수상자             | 작품                       |
| --------------------- | -------------- | ------------------ | -------------------------- |
| 국제영화제작자연맹상  | 태국           | 소로스 숙험        |                            |
| 영시네마상            | 인도           | 아크샤 인디카르    | 《크로니클 오브 스페이스》 |
| 영시네마상 - 특별언급 | 오스트레일리아 | 스테판 맥스웰 존슨 | 《초원의 역습》            |

- 일시 : 2021년 11월 11일